# Abalan (Agadez)
Abalan (auch Abalène) ist ein Stadtviertel von Agadez in Niger.
Die Siedlung liegt außerhalb des historischen Zentrums von Agadez an der nordwestlichen Peripherie der Stadt. Abalan wurde Anfang des 20. Jahrhunderts von einem Tuareg-Anführer aus dem algerischen Hoggar gegründet, der hier seine außergewöhnlich kleinen und behaarten Kamele grasen ließ. Daher kommt der Ortsname Abalan, was in der Tuareg-Sprache „klein und behaart“ bedeutet. Aus dem ursprünglichen Nomadenlager entstand, bedingt durch schwere Dürren, eine dauerhafte Siedlung.
Das Stadtviertel ist ein Zentrum des traditionellen Gerbens, das als jima fata bezeichnet wird. Die Tierhäute werden dabei unter anderem mit den Früchten der Arabischen Gummi-Akazie behandelt.
Bei der Volkszählung 2012 hatte Abalan 4385 Einwohner, die in 754 Haushalten lebten. Bei der Volkszählung 2001 betrug die Einwohnerzahl 883 in 141 Haushalten.